# Барневик, Перси
Перси Нильс Барневик (швед. Percy Nils Barnevik; 13 февраля 1941, Симрисхамн, Швеция — 18 июля 2025) — шведский менеджер, наиболее известный своей работой в качестве генерального директора и председателя совета директоров компании ABB. Также он был соучредителем некоммерческой организации Hand in Hand.

## Биография
Барневик родился в Симрисхамне, Швеция, и вырос в Уддевалле, где его родители управляли небольшой типографией. Он изучал экономику в Школе бизнеса, экономики и права при Гётеборгском университете, а затем продолжил обучение в Стэнфордской высшей школе бизнеса. Барневик получил семь почётных докторских степеней в Швеции, Финляндии и США, включая Университет Линчёпинга (1989) и Гётеборгский университет (1991). В 1993 году он был удостоен награды IEEE Engineering Leadership Recognition Award за выдающиеся управленческие достижения.

## Карьера

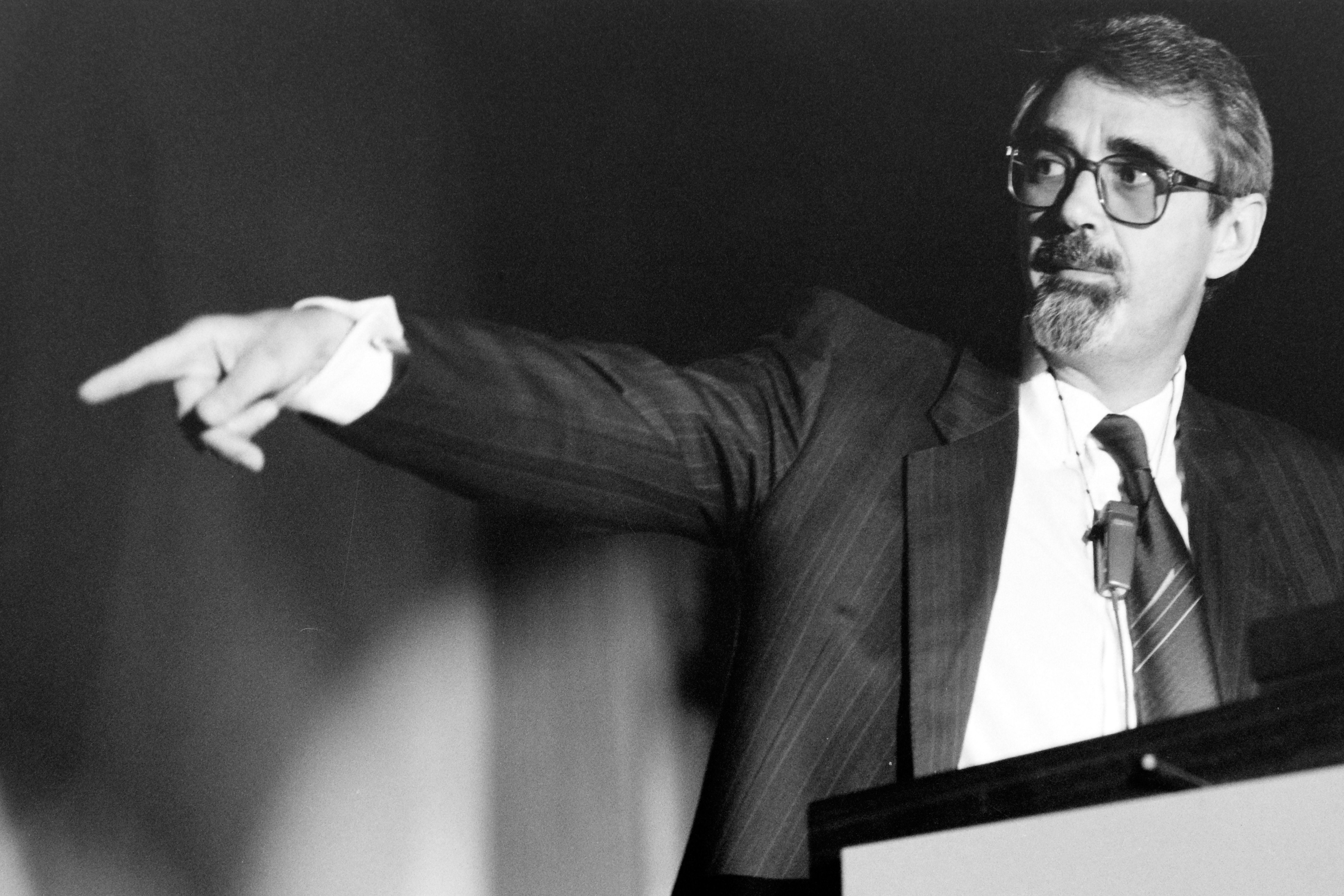

Барневик начал свою карьеру в компании ASEA, а в 1987 году сыграл ключевую роль в слиянии шведской ASEA и швейцарской Brown Boveri, что привело к созданию ABB. Под его руководством компания достигла значительного роста: стоимость акций увеличилась в 87 раз, чистая прибыль — в 60 раз, а продажи — в 30 раз. В 1996 году, после ухода с поста генерального директора, Барневик получил единовременную выплату в размере 148 миллионов швейцарских франков, что вызвало общественный резонанс и привело к его отставке с поста председателя совета директоров Investor AB в 2002 году.

## Благотворительность
В 2003 году Барневик совместно с доктором Калпаной Санкар основал благотворительную организацию Hand in Hand в Тамилнаду, Индия. Организация занимается борьбой с бедностью через создание рабочих мест и развитие предпринимательства. С момента основания Hand in Hand помогла создать и поддержать 1,3 миллиона предприятий и создала 1,9 миллиона рабочих мест в 10 странах, включая Индию, Кению, Руанду и другие.

## Личная жизнь и смерть
Барневик проживал в Лондоне. В одном из интервью он упомянул, что проходил тест, который показал его непригодность для управленческой работы. Тем не менее, он стал одним из самых влиятельных бизнесменов своего времени. Перси Барневик скончался 18 июля 2025 года в возрасте 84 лет.